# Garyville
Garyville is een plaats (census-designated place) in de Amerikaanse staat Louisiana, en valt bestuurlijk gezien onder St. John the Baptist Parish.

## Demografie
Bij de volkstelling in 2000 werd het aantal inwoners vastgesteld op 2775.

## Geografie
Volgens het United States Census Bureau beslaat de plaats een oppervlakte van
57,9 km², waarvan 54,2 km² land en 3,7 km² water.

## Plaatsen in de nabije omgeving
De onderstaande figuur toont nabijgelegen plaatsen in een straal van 8 km rond Garyville.